# ロフォート・バイキング博物館
ロフォート・バイキング博物館(Lofotr Viking Museum、ノルウェー語: Lofotr Vikingmuseum) は、ノルウェー、ノールラン県のロフォーテン諸島のヴェストヴォーゴヤ島にあるバイキング族長の村の復元と考古学的発掘に基づいた歴史博物館である。ヴェストヴォーゴイ市のボスタッド近くのボルグという小さな村にある。これはノルド博物館コンソーシアムの一部となっている。

## 歴史
1983 年、考古学者はボルグの族長の家 ( På Borg på Vestvågøya i Lofoten ) と見られるロングハウス(共同住宅)を発見した。これは西暦 500 年頃にすでに建築されていたと考えられているバイキング時代の大規模な建物である。スカンジナビアの共同研究プロジェクトが 1986 年から 1989 年までボルグで実施された。発掘調査により、ノルウェーでこれまで発見されたバイキング時代の最大の建物が明らかになった。ボルグの族長の家の基礎は長さ 83 メートル (272 フィート)、幅 9.5 メートル (31 フィート) で、再建された建物の高さは 9 メートル (30 フィート) である。　ボルグの屋敷は、西暦 950 年頃に放棄されたと推定されている。

## 現在の発掘作業

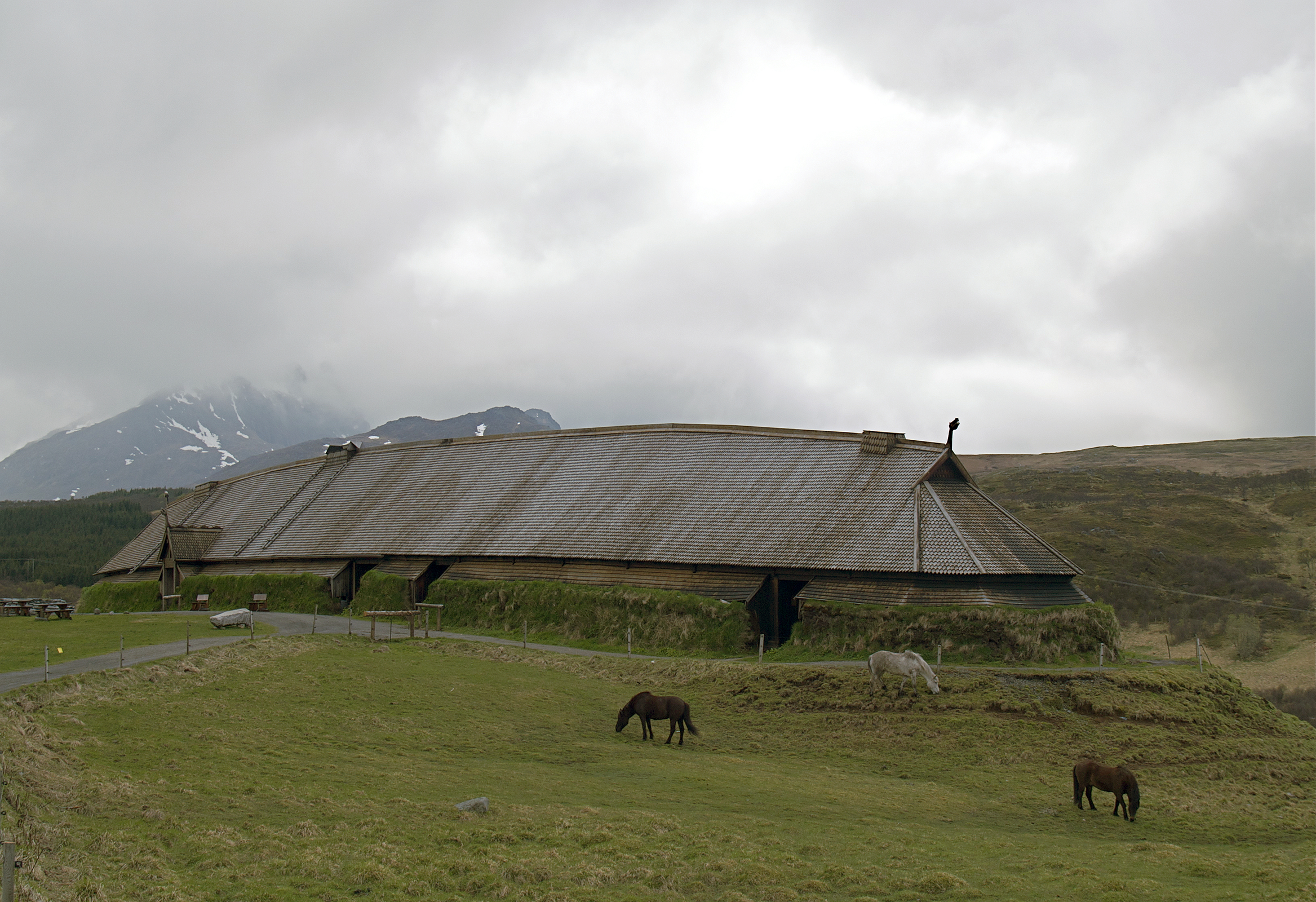
ロフォート・バイキング博物館の復元されたロングハウス

発掘調査が終わった後も、かつてのロングハウスの痕跡は見える形で残っていた。ロングハウスは発掘現場の少し北に復元されている。ロフォート・バイキング博物館は、1995年に開館した。博物館には、長さ 83 メートル (272 フィート) の族長の家、鍛冶屋、2 隻の船 (ゴクスタッド船(the Gokstad ship)のレプリカ、1 隻は原寸大) とそのボートハウスの完全な復元が含まれており、訪問者がバイキングの時代の生活に浸れることを目的としたさまざまな再現が含まれている。本館はノルウェーの建築家ジスル・ヤケルンによって設計された。
2006 年 9 月、ロフォート・バイキング博物館の拡張計画、つまりレセプションの建物と族長の家の間の地面に大きな円形劇場を建設する計画は、現場で約 2,000 年前の調理場と柱の穴の考古学的発見のために延期された。
現在、この地域は発掘され、その場所に新しい建物が建てられている。博物館のこの部分は、2 つの常設展示ホールと映画館で構成されている。展示ホールでは、ビデオやユニークな遺物を通じて、ボルグでの発見と発掘が展示されている。考古学的遺物のかなりの数が注目に値する特徴を持っている。
広大な博物館の屋外エリアは砂利の散歩道で繋がれて、訪問者を展示ホールだけよりも充実した内容で歴史を探索することができる。丘の上に再建された族長の家を見たり、バイキングに乗ったりすることができる。船に乗って周囲の景色を眺め、景観の価値とバイキング時代にそれがもたらしたものを理解しようとすること、これらすべてが経験に加わる。
博物館は 5 月 1 日から 9 月 15 日まで毎日開館している。ロフォート・バイキング博物館の管理施設は、ボルグ教会の旧牧師館にある。
ロフォート・ヴァイキング博物館は、2011 年のミュージアム・オブ・ザ・イヤー (ノルウェー) と 2013 年のヨーロッパ ミュージアム・オブ・ザ・イヤー賞にノミネートされている。

## トリビア
ロングハウスは、アメリカ合衆国CBSのリアリティ番組「アメージング・レース」の第23シーズンの第 4 レグのピットストップとして登場した。